# Южноамериканский кубок по пляжному футболу
Южноамериканский кубок (порт. Copa Sul-Americano de beach soccer) — турнир по пляжному футболу среди мужских национальных сборных, который дважды проводился в Бразилии. Победителем турнира в 2015 и 2016 годах становилась сборная Бразилии.

## История
Первый розыгрыш Южноамериканского кубка проходил с 1 по 8 февраля 2015 года в бразильском Ресифе Накануне старта бразильские СМИ распространяли информацию о том, что данный турнир является официальным отборочным турниром к чемпионату мира 2015 года. Сборная Бразилии под руководством Александре Соареша в связи с этим провела подготовительный сбор в Эспириту-Санту, но в итоге турнир оказался выставочным и не имевшим официального статуса от Всемирной организации пляжного футбола. Для Соареша Южноамериканский кубок стал вторым крупным турниром, после возвращения в сборную.
Турнир состоялся спустя четыре дня после завершения Кубка Винья-дель-Мар в Чили, где в частности выступали сборные Аргентины, Уругвая и Чили, прибывшие и на турнир в Бразилию. Всего на кубок съехалось 6 южноамериканских команд, которые сыграли сначала на групповом этапе, а затем выступили в плей-офф за призовые места. Команды провели по 6 игр: 5 в группе и 1 в плей-офф. Южноамериканский кубок стал дебютным турниром для сборной Боливии, впервые выступавшей на подобном турнире в этом виде спорта.
Матчи турнира транслировались телеканалом Globo. В финале кубка хозяева встретились с Парагваем и обыграли соперников с разгромным счётом 12:2.
Следующий турнир проходил с 15 по 17 января 2016 года в Витории. Количество участников сократилось до четырёх, сыгравших между собой в рамках группового турнира. Победу вновь одержали бразильцы, обыграв по ходу турнира Уругвай (11:1), Аргентину (6:1) и Парагвай (8:1). Турнир стал первым для тренера жёлто-зелёных Жилберто Косты. На турнире свой 300-й матч в футболке бразильской сборной провёл Жоржиньо, а для Буру он стал последним турниром, после чего он завершил выступления за команду. Во время проведения кубка также состоялся матч ветеранов Бразилии и Уругвая, фактически повторивших финальные игры чемпионата мира 1996 и 1997 годов.

## Результаты
| Год  | Дата         | Место   | Уч. | Призёры    | Призёры   | Призёры   | Призёры   |
| Год  | Дата         | Место   | Уч. | Победитель | 2-е место | 3-е место | 4-е место |
| ---- | ------------ | ------- | --- | ---------- | --------- | --------- | --------- |
| 2015 | 1-8 февраля  | Ресифе  | 6   | Бразилия   | Парагвай  | Аргентина | Чили      |
| 2016 | 15-17 января | Витория | 4   | Бразилия   | Парагвай  | Уругвай   | Аргентина |

## Лучшие игроки
| Сезон | Лучший игрок          | Лучший бомбардир        | Лучший вратарь   |
| ----- | --------------------- | ----------------------- | ---------------- |
| 2015  | Датинья (Бразилия)    | Бруно Шавьер (Бразилия) | Эчеверрия (Чили) |
| 2016  | Маурисиньо (Бразилия) | Датинья (Бразилия)      | Мао (Бразилия)   |